# 韩国驻武汉总领事馆

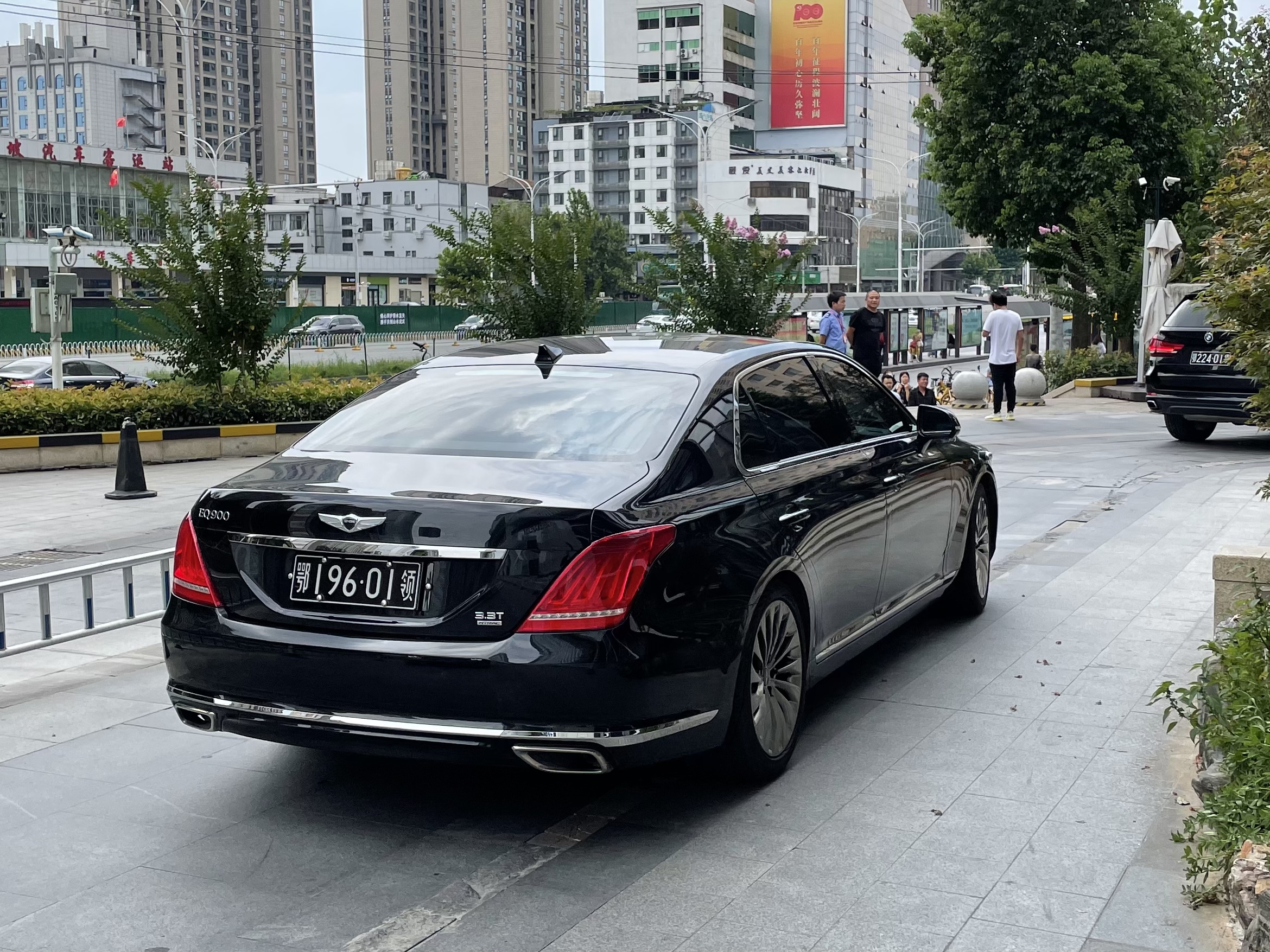
韓國駐武漢總領事館專用車牌

大韓民國驻武汉总领事馆（韩语：／）位于湖北省武汉市江汉区新华路218号浦发银行大厦4楼，于2010年10月25日开馆，是大韩民国在中华人民共和国开办的第八个总领事馆，也是1949年10月以来，在武汉市建立的第三个外國总领事馆。领事轄區包括：湖北省、湖南省、河南省、江西省。

## 历任总领事
- 嚴基成（엄기성，2010年1月上任）[4]
- 韓光燮（한광섭，2012年3月上任）[5]
- 鄭載男（정재남，2015年4月上任）[6]
- 金永瑾（김영근，2018年4月上任）[7]
- 姜承錫（강승석，2020年2月上任）
- 河成柱（하성주，2023年1月上任）